# Rewe Group
Rewe Group — немецкая международная розничная группа. По состоянию на 2022 год сеть группы насчитывала 9220 торговых точек, включая супермаркеты, продуктовые и хозяйственные магазины, аптеки и турагентства. Третья крупнейшая группа розничной торговли в Германии. Магазины группы работают под названиями REWE, Billa, Penny, Iki и другими; основными рынками являются Германия, Австрия, Чехия, Италия, Румыния, Литва, Венгрия, Словакия, Болгария и Хорватия.

## История
Rewe была основана в 1927 году как кооператив мелких розничных торговцев.
В 1996 году за 1,1 млрд евро была куплена австрийская сеть супермаркетов Billa.

## Деятельность
Подразделения по состоянию на 2022 год:
- розница в Германии — включает 1598 супермаркетов под брендом REWE и 2135 магазинов-дискаунтеров под брендом Penny, а также осуществляет оптовые поставки товаров сетям-партнёрам (в частности nahkauf), имеет свои пекарни (бренд Glocken Bäckerei), мясокомбинаты (бренд Wilhelm Brandenburg), осуществляет торговлю через интернет (ZooRoyal и Weinfreunde); 48 % выручки;
- международная розница — 2784 супермаркета под брендами BILLA и ADEG в Австрии, Болгарии, Словакии и Чехии и под брендом IKI в Литве, а также сеть аптек BIPA в Хорватии и Австрии, кроме этого включает 1703 супермаркета PENNY в Италии, Австрии, Румынии, Чехии и Венгрии; 22 % выручки;
- магазины у дома — сети небольших магазинов под брендами REWE To Go в Германии, Lekkerland в Германии и Нидерландах, Conway в Бельгии и Испании, а также снабжение товарами 74 тыс. магазинов в ряде стран Европы; 18 % выручки;
- путешествия и туризм — группа туроператоров DER Touristik, работает в большинстве стран Европы под брендами ALDIANA, Apollo, Calimera, DER.COM, DER Reisebüro, DERPART, DERTOUR, Exim Tours, FISCHER Group, Helvetic Tours, ITS, Kuoni, Meier’s Weltreisen и Sentido; включает 709 собственных турагентств и 561 работающих по франчайзингу; 6 % выручки;
- хозяйственные магазины — 275 магазинов в Германии под брендом Baumarkt; 3 % выручки.

В 2022 году у группы было 9220 торговых точек, из них 709 — турагентства, наибольшее число было в Германии (4474) и Австрии (2158), далее следовали Чехия (727), Италия (421), Румыния (391), Литва (237), Венгрия (235), Словакия (177), Болгария (148), Хорватия (136); только турагентства были в Швейцарии, Великобритании, Франции, Польше и странах Скандинавии.
Спонсор футбольного клуба «Кёльн».